# Боксерске рукавице
Боксерске рукавице су постављене рукавице које борци носе на рукама током боксерских мечева и тренинга. За разлику од „оружја за песницу“ (као што је древни цестус) који су били дизајнирани као смртоносно оружје, модерне боксерске рукавице су не-смртоносне и дизајниране су да заштите и главу противника и руку борца током борбе. Коришћење рукавица смањује број повреда шака и лица, као што су посекотине и огреботине. Међутим, боксерске рукавице не смањују ризик од повреда мозга, већ га чак и повећавају јер омогућавају боксерима да задају јаче ударце у главу без ризика од повреде сопствених шака.

## Историја
Коришћење заштите за руке у борбеним такмичењима било је познато још у старој Грчкој. Прикази бокса на Блиском истоку и у Египту око 2000. године п.н.е. показују борбе где су борци имали траку која подупире зглоб. Рани прикази рукавица у боксу датирају из минојске Критске цивилизације око 1500. године п.н.е. Међутим, тадашње рукавице и сам спорт су били веома различити. У старој Грчкој, било је уобичајено везивање кожних каишева око руку ради заштите. У римско доба, ово се развило у гладијаторски цестус, са металом додатим на рукавице како би се нанела већа штета. Најстарији сачувани примерак боксерских рукавица датира из око 120. године н.е, у виду две неусклађене кожне траке које су пронађене током ископавања на римској тврђави Виндоланда. Бруталност спорта довела је до забране бокса 393. године н.е.
Бокс је доживео препород у Британији око 17. века. Многе борбе су се водиле голим рукама и без стандардних правила све док Џек Бротон није увео боксерска правила позната као Бротонов закон у 18. веку, где су се рукавице користиле само у сврхе вежбања. Међутим, многи боксери су и даље бирали да се боре голим рукама све до 1867. године када су рукавице постале обавезне према правилима Маркиза од Квинсберија.
Модерне боксерске рукавице почеле су да се појављују крајем 1890-их. Преко сто година инжењеринга и тестирања од стране неких од највећих произвођача боксерске опреме и спортских имена помогло је у стварању безбедне и издржљиве опреме.

### Боксерске рукавице у Србији
Бокс је у Србију дошао почетком 20. века. Године 1911. основан је први боксерски клуб у Београду, а први боксерски меч организован је 1912. године. Према доступним подацима, у Прокупљу је прве боксерске рукавице имао далеке 1936. године голман фудбалског клуба Живојин Шешевић Шешко. Прве боксерске рукавице и демонстрацију бокса у Прокупљу донео је и извео Бора Аранђеловић Ћолац, бивши немачки заробљеник. Он је 1947. године отишао из Прокупља у Аустралију. У оквиру фискултурног друштва „Тopličanin“ 1946. године формирана је боксерска секција.

## Карактеристике и материјали
Боксерске рукавице обично имају или пертле или чичак траку за причвршћивање. Код рукавица са чичком, чичак служи као други завој за руке који додаје већу стабилност зглобу. Рукавице са пертлама пружају чвршћи и сигурнији осећај, али за разлику од рукавица са чичком, захтевају помоћ друге особе за везивање и обично се пре меча лепе траком.
Три типа пуњења која се најчешће користе у боксерским рукавицама су коњска длака, пенасто пуњење или мешавина оба. Пенасто пуњење користи латекс и ПВЦ пену са амортизером удара. Рукавице од коњске длаке трају дуже од рукавица са пеном и еколошки су прихватљивије, али су мање заштитне. Квалитет пуњења је кључан; мора бити довољно чврсто да се не распадне, али не превише тврдо како би апсорбовало ударце и заштитило и борца и његовог партнера. Квалитетно пуњење смањује негативне ефекте на руке и зглобове.
Спољашњи материјал може бити од природне коже (кравље, бивоље) или вештачких материјала попут полиуретана (ПУ). Рукавице од природне коже су квалитетније, издржљивије и мање склоне непријатним мирисима ако се правилно одржавају.
У аматерским боксерским мечевима, боја рукавица је ограничена на црвену или плаву, често са белом „бодовном површином“ на зглобовима како би судије лакше виделе и забележиле поене од правилног ударца.
Боксерске рукавице се носе преко завоја за руке (бандажа), који помажу у стабилизацији подручја песнице и спречавају повреде као што је прелом пете метакарпалне кости. Завоји су обично направљени од памука.

### Одржавање рукавица
Да би се спречили непријатни мириси, кључно је да се рукавице након сваког тренинга изваде из торбе и оставе да се осуше на собној температури. Чичак траку треба отворити како би ваздух могао да циркулише. Рукавице се не смеју сушити на сунцу или феном. Такође, бандажере треба прати након сваког тренинга, а препоручују се памучни бандажери уместо оних од полиестера како би се смањили непријатни мириси.

## Типови рукавица
Постоји неколико типова боксерских рукавица, а избор зависи од намене. Величина рукавица се мери у унцама (oz), што означава њихову тежину.
| Тип                  | Слика | Опис | Доступне величине                                    |
| -------------------- | ----- | --- | ---------------------------------------------------- |
| Рукавице за врећу    |       | Постављене рукавице за заштиту руку спортисте од јаких удараца у врећу за ударање. Ове рукавице се не препоручују за било коју другу врсту тренинга осим рада на врећи.                    | 8 oz, 10 oz, 12 oz, 14 oz, 16 oz                     |
| Брзе рукавице (Митс) |       | Рукавице које пружају благу заштиту руку спортисте приликом ударања у брзе лопте, док истовремено јачају руке и омогућавају вежбање правилне технике ударања затвореном песницом.          | 2 oz                                                 |
| Рукавице за спаринг  |       | Дизајниране да заштите оба спортисту током вежби спаринга. Обично су 2 до 4 унце теже од такмичарских рукавица како би се избегле непотребне повреде.                                      | 4 oz, 6 oz, 10 oz, 12 oz, 14 oz, 16 oz, 18 oz, 20 oz |
| Такмичарске рукавице |       | Дизајниране да заштите оба спортисту током такмичења, направљене у складу са званичним прописима. Генерално су мање постављене од других типова рукавица. Имају белу површину за бодовање. | 8 oz, 10 oz, 12 oz                                   |
| Рукавице са пертлама |       | Рукавице које се типично користе од стране професионалаца на тренингу и такмичењима, пружајући чвршћи и сигурнији осећај.                                                                  | 8 oz, 10 oz, 12 oz, 14 oz, 16 oz                     |

## Безбедност
Утицај рукавица на повреде настале током борбе је контроверзна тема. Ударање у главу било је ређе у ери борбе голим рукама због ризика од повреде шаке боксера. Рукавице смањују број посекотина, али извештај Британског медицинског удружења закључио је да рукавице не смањују повреде мозга и да их чак могу повећати, јер је главни узрок повреда убрзање и успоравање главе, а борци који носе рукавице могу јаче да ударају у главу. Рукавице могу смањити број повреда ока, посебно ако су без палца, али кидање мрежњаче и аблација мрежњаче се и даље дешавају боксерима који носе модерне рукавице.
Подаци о броју борби и смрти из ере борбе голим рукама су непотпуни, а постојале су многе разлике у правилима и медицинској нези. Према једној анализи, ризик од смрти у борбама голим рукама био је значајно већи него у модерном боксу са рукавицама, али тадашња правила и медицинска нега били су на далеко нижем нивоу.

## Тренинг рукавице са теговима
Тренинг рукавице са теговима се понекад користе како би се додао отпор вежбама ударања. Такве рукавице обично теже између 1 и 3 kg. Како њихова употреба временом повећава снагу боксера у том опсегу покрета, користе се за повећање брзине и снаге ударца; да би се то постигло, њихова употреба се може смењивати са нормалним вежбањем ударања без тегова. Потребно је водити рачуна да мишићна адаптација на тежину не наруши нормалну акцију ударања. Лагане бучице се понекад користе на сличној основи као и рукавице са теговима.

## Илегална модификација боксерских рукавица
Дана 16. јуна 1983. године у Медисон сквер гардену у Њујорку, Луис Ресто је неочекивано победио до тада непораженог Билија Колинса Јр. Истрага је открила да су Рестове рукавице биле илегално модификоване, са уклоњеним пуњењем од стране његовог тренера, Панаме Луиса. Како је спортски новинар Оливер Ајриш сажео, „Луис је одслужио две године од шестогодишње затворске казне због напада, завере, манипулисања спортским такмичењем и кривичног поседовања смртоносног оружја (Рестових песница)".